# Hệ thống tổng hợp kết quả đánh giá
Hệ thống tổng hợp kết quả đánh giá là một hệ thống chuyên thu thập bài đánh giá về các sản phẩm và dịch vụ (như phim, sách, trò chơi điện tử, phần mềm, phần cứng và xe hơi). Hệ thống này lưu trữ các đánh giá đó và sử dụng chúng cho các mục đích như tạo trang web để người dùng có thể xem các ý kiến đó, bán lại các thông tin này cho các hãng thứ ba về xu thế của người tiêu dùng và tạo các cơ sở dữ liệu cho các công ty để họ nắm được các khách hàng hiện tại và các khách hàng tiềm năng của họ. Hệ thống này cho phép người dùng dễ dàng so sánh nhiều đánh giá khác nhau về cùng một công trình hoặc tác phẩm. Nhiều hệ thống tính toán và đưa ra một đánh giá trung bình tương đối, thường dựa trên việc gán một giá trị hoặc điểm số cụ thể cho từng đánh giá dựa theo mức độ tích cực của đánh giá đó với công trình hoặc tác phẩm.
Các trang web tổng hợp đánh giá đã bắt đầu có tác động kinh tế đối với các công ty tạo ra hoặc sản xuất các mặt hàng đang được xem xét, đặc biệt là trong một số danh mục nhất định như trò chơi điện tử, những thứ đắt tiền. Một số công ty đã ràng buộc tỷ lệ thanh toán tiền bản quyền và tiền thưởng của nhân viên với điểm tổng hợp, và giá cổ phiếu được coi là phản ánh xếp hạng, liên quan đến doanh số bán hàng tiềm năng. Các tài liệu đã chấp nhận rộng rãi rằng có mối tương quan chặt chẽ giữa doanh số bán hàng và điểm tổng hợp. Do ảnh hưởng của đánh giá đối với quyết định bán hàng, các nhà sản xuất thường quan tâm đến việc đo lường các đánh giá này cho sản phẩm của chính họ. Điều này thường được thực hiện bằng cách sử dụng công cụ tổng hợp đánh giá sản phẩm trực tiếp cho doanh nghiệp. Trong ngành công nghiệp điện ảnh, theo Reuters, các hãng phim lớn chú ý đến những người tổng hợp nhưng "không phải lúc nào họ cũng thích gán nhiều tầm quan trọng cho họ".

## Danh sách các hệ thống tổng hợp kết quả đánh giá

### Ô tô
- alaTest
- Epinions

### Máy vi tính, thiết bị điện tử, điện thoại
- alaTest
- Epinions
- ProCompare
- TestFreaks

### Phim và các chương trình truyền hình
- Rotten Tomatoes
- Metacritic
- IMDb
- Review Gang
- TestFreaks

### Trò chơi
- alaTest
- Epinions
- Famitsu
- GameRankings
- Metacritic
- TestFreaks

### Âm nhạc
- AnyDecentMusic?
- Epinions
- Metacritic

### Sách
- iDreamBooks
- Critics & Writers
- Goodreads

### Các lĩnh vực khác
- Critics.gr (trang web đa lĩnh vực của Hy Lạp)
- Epinions
- FindTheBest
- TestFreaks